# Nathan B. Bradley

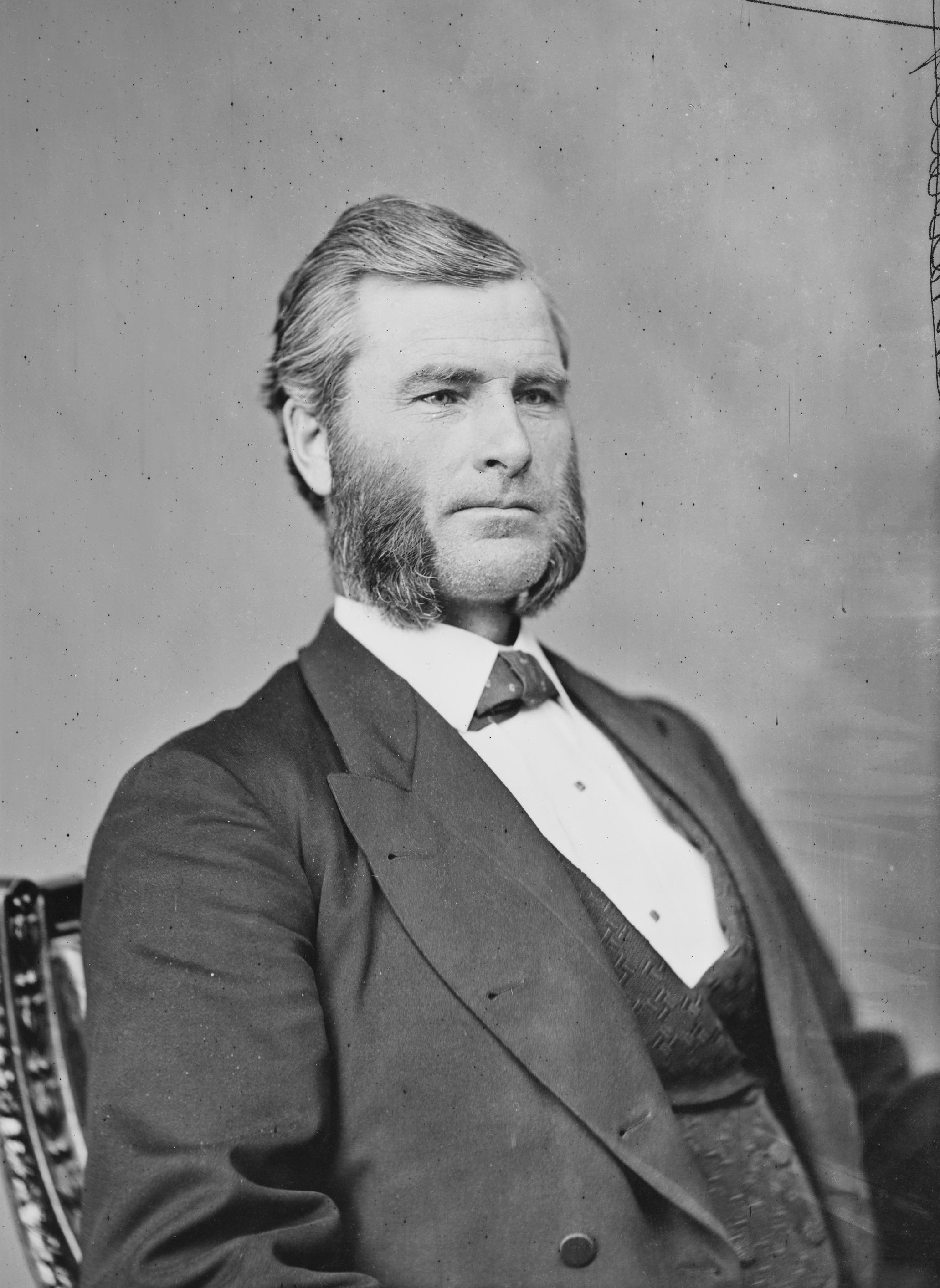
Nathan B. Bradley

Nathan Ball Bradley (* 28. Mai 1831 in Lee, Berkshire County, Massachusetts; † 8. November 1906 in Bay City, Michigan) war ein US-amerikanischer Politiker. Zwischen 1873 und 1877 vertrat er den Bundesstaat Michigan im US-Repräsentantenhaus.

## Werdegang
Im Jahr 1835 zog Nathan Bradley mit seinen Eltern in das Lorain County in Ohio, wo er die  öffentlichen Schulen besuchte. 1849 zog er nach Wisconsin, wo er bei einer Sägemühle angestellt wurde. Im Jahr 1850 kehrte er nach Ohio zurück, wo er bis 1852 eine eigene Sägemühle betrieb. Dann zog er nach Lexington und später nach St. Charles in Michigan. Auch in seiner neuen Heimat wurde Bradley in der Holzverarbeitung tätig. Zwischen 1858 und 1864 betrieb er eine Sägemühle in Bay City. Dort stieg er auch in den Salzhandel ein.
Politisch schloss sich Bradley der Republikanischen Partei an. In Bay City wurde er Friedensrichter und Mitglied im Gemeinderat. Im Jahr 1865 wurde er zum Bürgermeister dieser Stadt gewählt. Von 1866 bis 1868 saß Bradley im Senat von Michigan. Seit 1867 war er auch im Bankgewerbe tätig; dabei wurde er Vizepräsident der First National Bank of Bay City.
Bei den Kongresswahlen des Jahres 1872 wurde er im damals neu geschaffenen achten Wahlbezirk von Michigan in das US-Repräsentantenhaus in Washington, D.C. gewählt, wo er am 4. März 1873 sein neues Mandat  antrat. Nach einer Wiederwahl im Jahr 1874 konnte er bis zum 3. März 1877 zwei Legislaturperioden im Kongress absolvieren. 1876 verzichtete Bradley auf eine weitere Kongresskandidatur. In den folgenden Jahren arbeitete er wieder in der Holzindustrie. Außerdem war er an der Gründung der ersten Fabrik zur Verarbeitung von Zuckerrüben in Michigan beteiligt. Er starb am 8. November 1906 in Bay City.